# Ayọ
Ayọ, nascida Joy Olasunmibo Ogunmakin (Frechen, Alemanha, 14 de setembro de 1980) é uma cantora alemã de ascendência nigeriana e Sinti.

## Carreira
Ayọ significa “prazer”, em iorubá. Nascida na Alemanha, fruto da união de pai nigeriano e mãe alemã (de etnia roma, cigana), Ayọ foi ainda pequena para a Nigéria. Quando ela tinha apenas seis anos sua mãe foi presa por porte de heroína e passou algum tempo na cadeia. Após o divórcio de seus pais, ela e dois de seus irmãos ficaram um tempo com famílias adotivas.
Aos 15 escreveu sua primeira canção, que era sobre sua mãe, e como ela lidou com sua traumática infância. Seu gosto musical foi influenciado pela grande coleção de discos de vinil de seu pai, que incluía Pink Floyd, Fela Kuti, Donny Hathaway, Jimmy Cliff e Bob Marley. Com seu pai, que trabalhava meio-período como DJ enquanto estudava engenharia na Alemanha, e que descobriu seu talento de cantora, ela gravou sua primeira fita demo em um estúdio  e acabou por abandonar a escola aos 18 anos.
Aos 21 mudou-se para Londres e depois para Paris e Nova York. Durante sua estada em Paris seu talento musical foi noticiado por uma ampla audiência, e ela deu seu primeiro show solo em 2002, aberto pelos cantores de soul Omar e Cody Chesnutt, e assinou contrato com a Polydor Records.

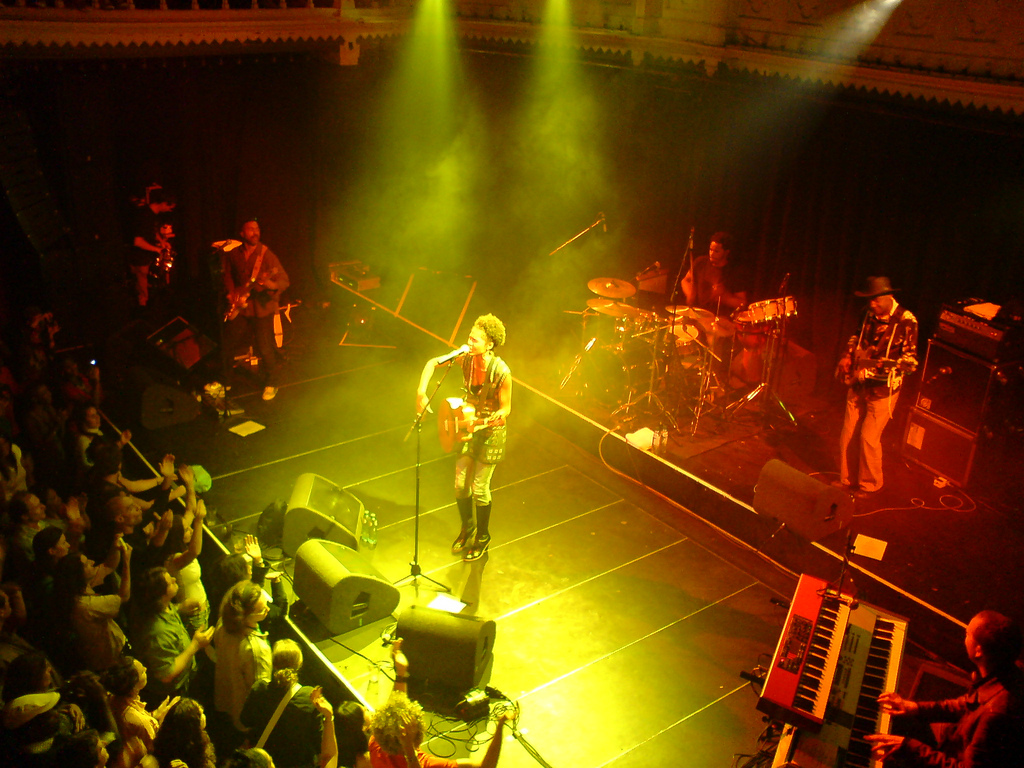
Ayo durante apresentação no Paradiso (Amesterdão), em setembro de 2007.

Seu álbum de estreia, Joyful, foi lançado em 2006, tendo sido gravado nos estúdios da Sony music em Nova York. Conquistou Disco de Platina duplo na França, Platina na Alemanha e na Polônia, Ouro na Suiça, Itália e Grécia. Foi relançado na Europa e na Coreia do Sul em junho de 2006, e nos Estados Unidos e Japão em novembro de 2007 pela Interscope Records.
Ao final de 2007 Ayọ iniciou uma turnê por cidades da Alemanha e dos Estados Unidos Em 10 de janeiro de 2008 participou do Late Show with David Letterman, e em 26 de janeiro do Late Show with Craig Ferguson, interpretando a canção Down on My Knees. Em junho do mesmo ano iniciou uma segunda turnê pelos Estados Unidos e Canadá.
Em 10 de março de 2008 Ayọ iniciou as gravações de seu segundo álbum, Gravity At Last, no Compass Point Studios, em Nassau, nas Bahamas, com co-produção de Jay Newland.  Todas as 13 faixas foram inteiramente compostas por Ayo e gravadas em apenas cinco dias. O lançamento ocorreu no final de setembro pela Universal Music.

## Vida Pessoal

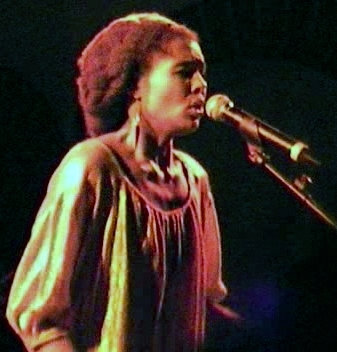
Concerto em Berlin em 2007.

Ela tem um filho, Nile, nascido em 2005, e uma filha, Billie-Eve, nascida em julho de 2010, com seu companheiro, o cantor afro-alemão de reggae Patrice.
O presidente da UNICEF na França, Jacques Hintzy, anunciou em 4 de fevereiro de 2009 a nomeação de Ayo para embaixadora do órgão para a promoção do direito à educação de todas as crianças do mundo.
A produtora francesa MK2 produziu em 2009 o filme Ayo Joy, um documentário de 90 minutos sobre a cantora e sua vida, dirigido por Raphaël Duroy. Estreou nos cinemas no início de 2010.

## Discografia

### Álbuns
- Joyful (2006)
- Gravity At Last (2008)
- Billie-Eve (2011)
- Ticket To The World (2013)
- Ayọ (2017)
- Royal (2020)

### EP
- Where Will I Be (Gramophone record, 2004)

### Singles
- Life is real (2006)
- Down on my knees (2006)
- And it's supposed to be love (2007) (2008, US)
- Help is coming (2007)
- Slow slow (run run) (2008)
- Lonely (2009)
- I'm gonna dance (2011)
- Fire (2013)
- I'm a Fool (2017)
- Paname (2017)
- Beautiful (2019)
- Rest assured (2020)
- I'll Be Right Here (2021)

### Contribuições
- Liebe & Verstand (com Sister Keepers, 2001)
- Confusion (com Chris Prolific, 2004)
- Play Boy (no álbum PlayUp, 2006)

### Vídeos
- Down On My Knees (2006)
- Help Is Coming (2007)
- Life Is Real (2007)
- And It's Supposed To Be Love (2007)
- Slow Slow (Run Run) (2008)
- Lonely (2009)
- I'm gonna dance' (2011)
- I'm a Fool (2017)
- Paname (2017)
- Beautiful (2019)
- Rest assured (2020)

### DVDs
- AYO Live In Monte Carlo (2007, pela PBS[7])
- Ayọ Live at the Olympia (2007)

## Filmes
- Ayo Joy (Documentário, 2009)

## Prêmios
- European Border Breakers Awards 2008[8]